# Salim Arrache
Salim Arrache, de son nom complet Salim M'Hamed Arrache, est un joueur de football international algérien, né le 14 juillet 1982 à Marseille dans les Bouches-du-Rhône qui évolue au poste de milieu de terrain.
Il compte 13 sélections en équipe nationale entre 2004 et 2008.

## Biographie

### RC Strasbourg (2003-2007)
Né de parents originaires de Béjaïa, ville du nord-est de l'Algérie, le jeune Arrache a débuté en 1995 dans le club de son quartier, la Batarelle, au Nord de Marseille. Deux ans plus tard il rejoint Vivaux-Marronnier Sport, un autre club de la ville de Marseille avant de signer en 1999 à l'US Marignane alors en CFA 2 (5e division). Repéré par Éric Cantona, il rejoint le centre de formation du RC Strasbourg où il fait toutes ses classes avant de jouer pour l'équipe première pendant plus de quatre saisons à partir de 2003.  Il joue son premier match le 9 novembre 2003 face au Girondins de Bordeaux lors de la 13e journée de Ligue 1. Pour sa première saison professionnel, il joue treize matchs toutes compétitions confondues, presque à chaque fois en entrant en jeu. 
Salim gagne sa place dans le groupe strasbourgeois l'année suivante. Il se révèle lors de la saison 2004-2005 où il marque son premier but pro contre l'OGC Nice le 23 octobre 2004. En avril 2005, il remporte la Coupe de la Ligue avec Strasbourg même s'il n'entre pas en jeu au cours de la finale remporté deux buts à un contre le SM Caen. Il prend part à trente-sept rencontres toutes compétitions confondues.
La saison 2005-2006 est grandement perturbée par des blessures. Après un début de saison correct, Arrache se blesse en décembre 2005 avant de rechuter au début de l'année 2006. Il ne rejoue qu'en fin de saison, deux matchs, rentrant notamment en jeu lors du OM-Strasbourg au stade Vélodrome, lors du match nul deux buts partout. Mais Arrache joue de malchance puisqu'il se blesse à nouveau durant l'été. Cette fois-ci la blessure est encore plus sérieuse : rupture des ligaments croisés. En fin de contrat avec le RC Strasbourg qui  descend en Ligue 2, Salim prend alors la décision de ne pas prolonger avec le Racing en attendant sa guérison.

### Olympique de Marseille puis SC Bastia (2007-2010)
Six mois plus tard, il signe à l'OM. Il joue son premier match sous le maillot marseillais lors de la 28e journée de Ligue 1 en entrant en jeu contre l'Olympique lyonnais, puis joue quelques bouts de matchs en fin de saison au sein de cet Olympique de Marseille qui termine vice-champion de France. Il prend part à seulement cinq matchs pour un faible total de trente minutes.
Il joue peu également lors de la première partie de saison suivante, seulement dix matchs dont un comme titulaire mais il joue les trois seuls matchs de Ligue des champions de sa carrière, le premier en entrant en jeu quelques minutes à Anfield lors d'une victoire un but à zéro et en entrant en jeu lors de la double confrontation contre le FC Porto, match nul au vélodrome et défaite au Stade du Dragon.
En manque de temps de jeu, il se voit prêté lors du mercato hivernal et rejoint le Toulouse FC pour une durée de six mois sans option d'achat pour pallier l'absence de Fodé Mansaré lors de la CAN 2008. Il est titulaire important sous les couleurs toulousaines et prend part à seize rencontres lors de la seconde partie de saison. Il est ensuite prêté un an au Stade de Reims qui évolue en Ligue 2. Luis Fernandez lui donne sa chance lors de son arrivée et lui permet de retrouver tout son potentiel mais il se blesse et manque une partie de la saison. Il prend part à dix-sept matchs et marque deux buts contre l'Vannes OC et le RC Strasbourg.
Le 20 juillet 2009, Salim Arrache résilie son contrat avec l'Olympique de Marseille et rejoint le SC Bastia. Il y signe un contrat de un an plus une en option. Il joue son premier match lors de la 2e journée de Ligue 2 contre le SM Caen. Bien qu'il joue régulièrement titulaire, l'option d'une année supplémentaire n'est pas levé et il est même libéré dès le mois de janvier.

### Des années plus difficile (2010-2015)
En janvier 2010, il signe pour six mois au club grec du PAS Giannina où il joue huit matchs lors de la fin de saison et marque contre l'Ergotelis Héraklion. Il signe la saison suivante à l'Asteras Tripolis, autre club grec. Titulaire régulièrement lors de la première partie de saison et buteur lors du match nul contre l'AEK Athènes, il joue très peu lors de la seconde partie de saison.
En juin 2011, il part au Koweït et s'engage en faveur du Qadsia SC pour une année . Il y joue dix matchs et marque deux buts avant de résilier son contrat quelques mois plus tard.
Lors du mercato estival de 2013, il est mis à l'essai par l'AC Ajaccio après être resté plus d'un ans sans club. L'essai s'avère concluant et il signe un contrat d'une saison avec le club corse. Il inscrit son premier but dès son premier match avec l'ACA lors d'une victoire deux buts à un contre l'Olympique lyonnais lors de la 7e journée de Ligue 1. Il joue sept rencontres et marque un second but contre le FC Lorient.
En février 2014, il s'exile en Chine en signant en faveur du Chengdu Tiancheng. Il quitte le club en juillet 2014 après avoir joué dix rencontres. Après plusieurs mois sans jouer, Salim Arrache s'engage en faveur de l'AEL Kallonis le 12 février 2015 jusqu'à juillet suivant. Il prend part à cinq rencontres dont une large défaite cinq buts à zéro contre l'Olympiakos.

### Sélection national
Ayant la double nationalité franco-algérienne, il opte pour la sélection algérienne. Le 28 avril 2004 contre la Chine il fait sa première apparition sous le maillot de l'Algérie sous les ordres de Robert Waseige. Il prend part au qualification pour la Coupe du monde 2006. Il marque son premier but en sélection lors du match nul contre le Burkina Faso en match amical en août 2004.

## Reconversion
Après sa carrière de footballeur, il décide de devenir agent de joueur.
En février 2020, cinq ans après son dernier match professionnel, il rejoint le club du FC Cayol qui évolue en 3e division départemental.

## Statistiques
Le tableau ci-dessous retrace la carrière de Salim Arrache depuis ses débuts :
| Saison                | Club                   | Championnat           | Championnat | Championnat | Coupe(s) nationale(s) | Coupe(s) nationale(s) | Compétition(s) continentale(s) | Compétition(s) continentale(s) | Compétition(s) continentale(s) | Algérie | Algérie | Total | Total |
| Saison                | Club                   | Division              | M.          | B.          | M.                    | B.                    | Comp.                          | M.                             | B.                             | M.      | B.      | M.    | B.    |
| 2003-2004             | RC Strasbourg          | Ligue 1               | 12          | 0           | 1                     | 0                     | -                              | -                              | -                              | 3       | 0       | 16    | 0     |
| 2004-2005             | RC Strasbourg          | Ligue 1               | 33          | 1           | 4                     | 0                     | -                              | -                              | -                              | 7       | 1       | 44    | 2     |
| 2005-2006             | RC Strasbourg          | Ligue 1               | 14          | 0           | 1                     | 0                     | C3                             | 4                              | 1                              | 1       | 0       | 20    | 1     |
| 2006-2007             | Olympique de Marseille | Ligue 1               | 5           | 0           | -                     | -                     | -                              | -                              | -                              | -       | -       | 5     | 0     |
| 2007-2008             | Olympique de Marseille | Ligue 1               | 7           | 0           | -                     | -                     | C1                             | 3                              | 0                              | 1       | 0       | 11    | 0     |
| 2007-2008             | Toulouse FC (prêt)     | Ligue 1               | 16          | 0           | -                     | -                     | -                              | -                              | -                              | 1       | 0       | 17    | 0     |
| 2008-2009             | Stade de Reims (prêt)  | Ligue 2               | 17          | 2           | -                     | -                     | -                              | -                              | -                              | -       | -       | 17    | 2     |
| 2009-2010             | SC Bastia              | Ligue 2               | 13          | 0           | 1                     | 0                     | -                              | -                              | -                              | -       | -       | 14    | 0     |
| 2009-2010             | PAS Giannina           | Super League          | 4           | 1           | 4                     | 0                     | -                              | -                              | -                              | -       | -       | 8     | 1     |
| 2010-2011             | PAE Asteras Tripolis   | Super League          | 17          | 1           | 1                     | 0                     | -                              | -                              | -                              | -       | -       | 18    | 1     |
| 2011-2013             | Qadsia Sporting Club   | Kuwaiti PL            | 10          | 2           | -                     | -                     | -                              | -                              | -                              | -       | -       | 10    | 2     |
| 2013-2014             | AC Ajaccio             | Ligue 1               | 7           | 2           | -                     | -                     | -                              | -                              | -                              | -       | -       | 7     | 2     |
| 2014                  | Chengdu Blades         | Chinese SL            | 10          | 1           | -                     | -                     | -                              | -                              | -                              | -       | -       | 10    | 1     |
| 2014-2015             | AEL Kallonis           | Super League          | 5           | 0           | -                     | -                     | -                              | -                              | -                              | -       | -       | 5     | 0     |
| Total sur la carrière | Total sur la carrière  | Total sur la carrière | 170         | 10          | 12                    | 0                     | -                              | 7                              | 1                              | 13      | 1       | 202   | 12    |

### Sélection nationale d'Algérie
Le tableau suivant liste les rencontres de l'équipe d'Algérie auxquelles Salim Arrache a participé, depuis le 28 avril 2004 jusqu'à présent.

### Buts internationaux
| # | Date         | Lieu                                 | Adversaire   | Score | Résultat | Compétition |
| - | ------------ | ------------------------------------ | ------------ | ----- | -------- | ----------- |
| 1 | 17 août 2004 | Stade 5-juillet-1962, Alger, Algérie | Burkina Faso | 2 – 1 | 2 – 2    | Amical      |

## Palmarès

### En club
Il remporte le seul titre de sa carrière avec son club formateur du RC Strasbourg en soulevant la Coupe de la Ligue en 2005, bien qu'il reste sur le banc lors de la finale.
Avec l'Olympique de Marseille, il est vice-champion de France en 2007.